# Mandello del Lario
Mandello del Lario is een gemeente in de Italiaanse provincie Lecco (regio Lombardije) en telt 10.290 inwoners (31-12-2004). De oppervlakte bedraagt 41,8 km², de bevolkingsdichtheid is 246 inwoners per km². Het dorpje ligt aan het Comomeer. Sinds 1921 is dit de thuisplaats van de productie van Moto Guzzi. Sedert 2001 zijn er ook elk jaar de GMG (Giornate mondiale Guzzi, of de wereldwijde Guzzi dagen).
De volgende frazioni maken deel uit van de gemeente: Olcio, Maggiana, Mandello a lago, Tonzanico, Molina, Cologna, Luzzeno, Rongio, Gorlo, Somana, Sonvico.
|  |

## Demografie
Mandello del Lario telt ongeveer 4.233 huishoudens. Het aantal inwoners daalde in de periode 1991-2001 met 2,8% volgens cijfers uit de tienjaarlijkse volkstellingen van ISTAT.
| Jaar | Inwoneraantal |
| ---- | ------------- |
| 1991 | 10.296        |
| 2001 | 10.003        |

## Geografie
De gemeente ligt op ongeveer 200 m boven zeeniveau.
Mandello del Lario grenst aan de volgende gemeenten: Abbadia Lariana, Ballabio, Esino Lario, Lierna, Oliveto Lario, Pasturo, Valbrona (CO).

## Geboren in Mandello del Lario
- Giuseppe Moioli (1927-2025), roeier